# Distrikt Huayopata
Der Distrikt Huayopata liegt in der Provinz La Convención der Region Cusco in Südzentral-Peru. Der Distrikt wurde am 2. Januar 1857 gegründet. Er hat eine Fläche von 530 km². Beim Zensus 2017 lebten 5582 Einwohner im Distrikt. Im Jahr 1993 lag die Einwohnerzahl bei 8878, im Jahr 2007 bei 5772. Die Distriktverwaltung befindet sich in der 1524 m hoch gelegenen Kleinstadt Huyro mit 1925 Einwohnern (Stand 2017). Im Distrikt befindet sich der archäologische Fundplatz Huamanmarca.

## Geographische Lage
Der Distrikt Huayopata liegt im Südosten der Provinz La Convención, 85 km nordwestlich der Regionshauptstadt Cusco. Der Distrikt befindet sich in der peruanischen Ostkordillere. Er umfasst das Einzugsgebiet des Río Lucumayo, ein rechter Nebenfluss des Río Urubamba.
Der Distrikt Huayopata grenzt im Westen an die Distrikte Santa Teresa und Maranura, im Nordosten an den Distrikt Ocobamba sowie im Süden an die Distrikte Ollantaytambo und Machupicchu (beide in der Provinz Calca).